# Die Frau, die rannte
Die Frau, die rannte (Originaltitel: 도망친 여자 RR Domangchin yeoja, internationaler Titel: The Woman Who Ran) ist ein südkoreanischer Spielfilm von Hong Sang-soo aus dem Jahr 2020. Das Drama erzählt von einer verheirateten Frau (dargestellt von Kim Min-hee), die sich während der Abwesenheit ihres Ehemanns mit drei alten Freundinnen wiedertrifft, von denen sie sich nach ihrer Heirat entfremdet hatte.
Die Uraufführung fand am 25. Februar 2020 im Rahmen des Wettbewerbs der 70. Internationalen Filmfestspiele Berlin statt. Der Kinostart in Südkorea erfolgte im September 2020. In Deutschland wurde der Film am 29. Juli 2023 beim Streamingdienst Mubi veröffentlicht.

## Handlung
Als ihr Ehemann eine Geschäftsreise antritt, verlässt Gam-hee ihr Zuhause, um in den Vororten von Seoul frühere Freundinnen zu treffen. Jeder berichtet sie davon, dass es das erste Mal seit fünf Jahren sei, dass sie Zeit ohne ihren Ehemann verbringe. In den Gesprächen schwingt von Gam-hees Seite viel Ungesagtes mit.
Gam-hee sucht ihre alte Freundin Young-soon auf, die erst kürzlich von ihrem Mann geschieden wurde. Sie ist dem Alkohol zugetan und lebt mit der jungen Young-ji zusammen. Young-ji bemuttert und füttert die Straßenkatzen in der Umgebung, als seien es ihre eigenen Kinder. Gam-hee bringt bei ihrem Besuch Fleisch mit und die drei Frauen essen gemeinsam.
Gam-hees zweiter Besuch gilt ihrer Jugendfreundin Su-young, mit der sie einst wilde Zeiten erlebte. Suyoung ist mittlerweile als Pilates-Trainerin zu finanzieller Unabhängigkeit gelangt und in ein angesagtes Viertel gezogen. Sie will weiterhin das Leben in vollen Zügen genießen.
Auf Woo-jin trifft Gam-hee durch Zufall in einem Kino. Deren Ehemann hat es mittlerweile zu Berühmtheit gebracht; seine heuchlerische Art stößt Woo-jin aber immer mehr ab. Sie möchte sich bei Gam-hee für eine lang zurückliegende Ungerechtigkeit entschuldigen.

## Produktion

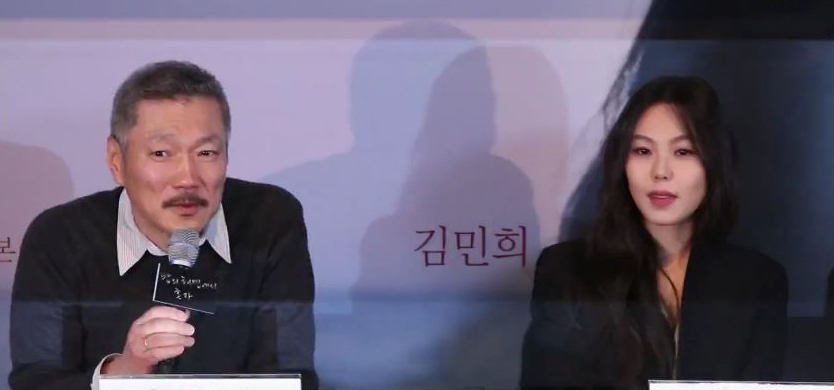
Hong und Kim im Jahr 2017

Für Hong Sang-soo ist Die Frau, die rannte der 24. Film, den er realisiert. Er produzierte ihn mit seinem 2005 gegründeten Unternehmen Jeonwonsa Film. Wie in seinen vorangegangenen Filmen besetzte Hong die weibliche Hauptrolle mit seiner langjährigen Muse und Lebensgefährtin Kim Min-hee. Beide hatten im Jahr 2016 in ihrer Heimat durch eine außereheliche Beziehung für Schlagzeilen gesorgt, die sie im März 2018 auf einer Pressekonferenz bestätigten. Im Juni 2019 lehnte das Familiengericht in Seoul eine Scheidung Hongs von seiner Ehefrau ab, nachdem sich beide nicht auf eine gemeinsame Vereinbarung hatten einigen können. Seit dem Skandal tritt Kim als Schauspielerin nur noch in Hongs Filmen in Erscheinung.
Die übrigen Rollen besetzte Hong mit Seo Young-hwa, Lee Eun-mi, Song Seon-mi und Kim Sae-byuk, mit denen er bereits an früheren Projekten zusammengearbeitet hatte.

## Inszenierung
Laut offiziellem Berlinale-Programm zeige der Film „drei Treffen mit leichten Wiederholungen und Variationen“. Die „luftige Struktur“ von Die Frau, die rannte werde aber „von unerwünschten Interventionen seitens cholerischer Männer unterbrochen“. Auch gebe der Film bezüglich des Titels keine weiteren Hinweise über Herkunft oder Beweggründe der Frau. Das Berlinale-Programm verglich Regisseur Hong mit dem russischen Dramatiker Anton Tschechow und pries den Film als „betörendes, rätselhaftes Juwel“ an.

## Auszeichnungen
Mit Die Frau, die rannte konkurrierte Hong zum vierten Mal nach 2008, 2013 und 2017 um den Goldenen Bären, den Hauptpreis der Berlinale. Dort wurde der Film mit dem Silbernen Bären für die beste Regie ausgezeichnet.